# Syntrichia spuria
Syntrichia spuria là một loài rêu trong họ Pottiaceae. Loài này được J.J. Amann mô tả khoa học đầu tiên năm 1918.